# Поланд (округ Чотоква, Нью-Йорк)
Поланд (англ. Poland) — місто (англ. town) в США, в окрузі Чотоква штату Нью-Йорк. Населення — 2214 особи (2020).

## Демографія
Згідно з переписом 2010 року, у місті мешкало 2356 осіб у 943 домогосподарствах у складі 676 родин. Було 1041 помешкання
Расовий склад населення:
| - 98,1 % — білих - 0,4 % — корінних американців - 0,1 % — чорних або афроамериканців - 0,1 % — азіатів |

До двох чи більше рас належало 0,9 %. Частка іспаномовних становила 1,5 % від усіх жителів.
За віковим діапазоном населення розподілялося таким чином: 21,4 % — особи молодші 18 років, 63,2 % — особи у віці 18—64 років, 15,4 % — особи у віці 65 років та старші. Медіана віку мешканця становила 43,9 року. На 100 осіб жіночої статі у місті припадало 102,6 чоловіків;  на 100 жінок у віці від 18 років та старших — 106,0 чоловіків також старших 18 років.
Середній дохід на одне домашнє господарство  становив 56 787 доларів США (медіана — 45 469), а середній дохід на одну сім'ю — 66 893 долари (медіана — 52 500). Медіана доходів становила 41 650 доларів для чоловіків та 35 759 доларів для жінок. За межею бідності перебувало 13,7 % осіб, у тому числі 13,3 % дітей у віці до 18 років та 10,0 % осіб у віці 65 років та старших.
Цивільне працевлаштоване населення становило 1023 особи. Основні галузі зайнятості: виробництво — 29,0 %, освіта, охорона здоров'я та соціальна допомога — 23,0 %, роздрібна торгівля — 11,6 %, науковці, спеціалісти, менеджери — 7,6 %.